# Onitis pers
Onitis pers är en skalbaggsart som beskrevs av Gusakov och Klimenko 2009. Onitis pers ingår i släktet Onitis och familjen bladhorningar. Inga underarter finns listade i Catalogue of Life.